# اورنج (نمین)
اورنج روستایی است که در استان اردبیل، شهرستان نمین، بخش مرکزی، دهستان گرده قرار دارد.

## موقعیت جغرافیایی
اورنج دهی از دهستان گرده، بخش مرکزی شهرستان نمین، استان اردبیل است و در طول جغرافیایی َ٢٣ َْ٤٨ و عرض جغرافیایی َ٢٧ ˚ ۳۸ ارتفاع متوسط ١٤٤٥متر قرار دارد. سرزمینی پایه کوهی و سرد خشک است که در ١٤ کیلومتری شمال باختر نمین و 4 کیلومتری کارخانة سیمان و در 25 کیلومتری قسمت شمال مرکز استان اردبیل واقع شده. از شرق با روستای گرده و شهر عنبران و از جنوب با روستای نوشنق و از شمال با روستای کلاندرق سفلا و از غرب با روستای یاجیلو و دؤشان بلاغی هم سایه می‌باشد .

## معنی لغوی کلمه ارونج
ستاد مرحوم دهخدا، کلمة اورنج را در فرهنگ لغات خویش این گونه معنی کرده اند:
1ـ در زبان محلی ( دهی ) منطقه آران و بیدگل، به معنای موریانه می‌باشد .
2ـ اورنج . [ اَ رَ ] (اِ) گیاهی است از طایفة سلانه و در داروها به کار برند و تاجریزی و سگ انگور و روپاس و به تازی عنب الثعلب خوانند. (از ناظم ...
3ـ اورنج . [ رَ ] (اِ) چوب خوشه ٔ انگور که انگور آن را خورده باشند. (از برهان ) (ناظم الاطباء).
```
اولنج . (برهان ).
```

در فرهنگ برهان قاطع، کلمه «اَورنگ» «Avrang» به معنی تخت پادشاهان، عقل و دانش و فرّ، زیبایی، شادی و خوشحالی و زندگانی هم معنی شده‌است.

## وجه تسمیه روستای ارونج
۱- کلمة «اورنج» از دو جز «اور» و «اَنج» تشکیل شده، که شکل ابتدایی آن به صورت «اورکنز» بوده، در اثر گذشت زمان و تغییرات آوایی به شکل کنونی در آمده است. «اور» در کتاب‌های لغات یعنی شهر.
```
شواهد موجود:
```

- «اور» نام شهری باستانی در جنوب میان رودان بود، نزدیک دهانه دو رود دجله و فرات آن جا که به سوی خلیج فارس می‌ریزند و چسبیده به اریدو. این مکان به عنوان یکی از شهرهای تمدن سومر و اکد، یکی از مناطق باستانی پر ابهت در عراق به حساب می‌آید. این شهر که از آن چندین بار در کتاب مقدس به عنوان زادگاه حضرت ابراهیم نام برده شده یکی از مهم‌ترین شهرهای تمدن سومر در ربع اول هزاره سوم پیش از میلاد، از زنده‌ترین و فعال‌ترین مراکز شهری در جنوب بین‌النهرین در قرونِ ذکر شده بود. اور پایتخت تمدن باستانی سومر بود. چنین می‌نماید که اور نخستین تمدن بشری است. به دلیل پس رفت دریا سرزمینی که امروزه بخشی از عراق خوانده می‌شود پدید آمد، جنوب بستر راست فرات، که تل‌المقیر خوانده می‌شود و نزدیک شهر ناصریه در ۳۶۵ کیلومتری جنوب بغداد.

این منطقه از راست به یک زیگورات ویران که هنوز دست‌نخورده به جا مانده محدود است. این نیایشگاه که در ارتفاع ۲۱ متری بناشده و از آن ننا خدای ماه در اسطوره‌های سومری است دارای دو اشکوب می‌باشد و از آجر ساخته شده‌است. بعدها بابلی‌ها از نیایشگاه ننا برای نیایش همتای بابلی‌اش (سین) استفاده کردند. در اشکوب پایینی آجرها با قیر به هم چسبانده شده‌اند و در طبقه بالا برای چسباندشان از ساروج بهره گرفته شده‌است. سومریان بدین شهر اوریم می‌گفتند.
- «اورشلیم» نام شهری که بیت المقدس در آن واقع شده‌است و یا «اورسلم» یعنی شهر یا میراث سلامت.(فرهنگ برهان قاطع)
- «اورمیه» که از ترکیب دو واژه آشوری اور (شهر) + میه (آب) تشکیل شده‌است. ارومیه به صورت اورمو، اورومیه و اورمیه تلفظ می‌شود

محمد حسین خلف تبریزی در فرهنگ برهان، کلمة«اور» را مشت و «اورا» را حصار و قلعه معنی کرده‌است.
جز دوم کلمة اورکَنز «کنز»، به معنای گنجینه است. برخی از نویسندگان اولیه این واژه را عربی دانسته‌اند اما غیر عربی بودن این واژه توسط زبان شناسان اولیه کاملاً شناخته شده بود. از واژه فارسی کنج به معنای گنج وام گرفته شده‌است. این واژه به‌طور مشخص فارسی است و در پازند به صورت ganz و در پهلوی به صورت ganj به معنای گنج وجود دارد. سانکسریت، ارمنی، بلوچی، یونانی، سُغدی و خانواده زبان‌های سامی این واژه را از فارسی وام گرفته‌اند. از آن جا که واژه ganjāβar به معنای خزانه‌دار و گنج‌دار نیز در همه این زبان‌ها دیده می‌شود، روشن می‌گردد که تمامی این زبان‌ها این واژه را از فارسی وام گرفته‌اند. این احتمال بسیار قوی است که این واژه از فارسی میانه به‌طور مستقیم وارد عربی شده‌است؛ اگر چه واج ز در این واژه می‌تواند نشانگر تأثیر زبان آرامی در آن باشد. این واژه باید بسیار پیش از دوران پیامبر وام گرفته شده باشد؛ اگر چه در اشعار قدیم بسیار کم استفاده شده‌است.« او یلقی الیه کنز او تکون له جنه یاکل منها وقال الظالمون ان تتبعون الا رجلا مسحورا» (سوره فرقان آیه ۲۵) هم چنین درسوره‌های کهف/۸۲، توبه/۳۴-۳۵، هود/۱۲( جفری، آرتور The Foreign Vocabulary of the Qur'an)
اورگنج یعنی شهر گنج و یا گورگنج یعنی محل مدفن گنج گرفته شده و این روستا یکی از روستاهای تاریخی و باستانی شهرستان می‌باشد . قدمت روستا طبق آثار به دست آمده زیرخاکی به دوران هخامنشی و حتی به عصر آهن، یعنی پنج هزار سال قبل می‌رسد.
علاوه بر آن وجود محلی به نام شال تپه که در قسمت غرب روستا واقع شده مبین همین مسأله می‌باشد .
شال تپه که قسمت شرق آن به دگرمان بؤینی معروف است تپه ایست که بناها و آثار و نشانه‌های به جای مانده از دوران بسیار کهن را در سینة پر رمز و راز خویش جای داده و هر وجبش آینه ایست درخشان از روزگارن دور برای اهل بصیرت و بینش و منعکس کنندة نشانه‌های زیبا و دلنشین زندگانی پر از صمیمیت و متمدن عهد باستان و شعار همیشه جاوید پندار نیک گفتار نیک و کردار نیک.
```
آثار  به جاي ماندة خانه‌ها و پي و نشانه هاي  معشيتي آن زمان  از جمله تنور يخت و پز تاقچه هاي زينتي و ... گواه بر همان ادعاست. علاوه بر آن وجود قبرهاي كهنه و ناشناس در روستا قابل تأمل بوده و مورد توجه صاحبان خرد  مي باشد. و يا سنگ نبشته هايي به خط ميخي و پهلوي قديم و زيارتگاهي هم چون توربَه حكايت از تاريخي بودن روستا بوده و نشانه ايي از تمدن كهن و تاريخ بسيار دور مي باشد.
```

روستای اورنج در قدیم محلی سرسبز، پر آب با برکت بوده و آسیاب آبی داشته‌است.
طبق گفتة مردان کهنسال، آب مورد نیاز روستاهای هم جوار از جمله نوشنق تپه و یزن آباد از روستای اورنج تأمین می‌شد و منبع این آب‌ها از قنات و رودخانه‌های فصلی بود.
مهم‌ترین قناتی که هم‌اکنون باقیست و آب مورد نیاز روستا را تأمین می‌کند به باش گؤزه معروف است. یعنی ‹چشمه بالا› طبق گفته‌های بزرگان محل باش گؤزه که به عمق سه یا چهار متر می‌باشد آبش آن قدر زیاد بود که سر ریز شده رودخانه ای بزرگ تشکیل می‌داد. به طوری که شبی ظلمانی اسب سواری ناشناس که از آن جا عبور می‌کرد با اسبش در باش گؤزه غرق می‌شود.
رودخانه‌های فصلی موجود در روستا عبارتند از :
1- شؤر درسی که از کوه‌های عنبران سرچشمه می‌گیرد.
2- کرکینجک که از کوه‌های اطراف روستا سر چشمه می‌گیرد.
3- گئن درسی که از کوه‌های عنبران و آذربایجان سر چشمه می‌گیرد.
4- بؤیوک چای که از کوه‌های کلاندرق علیا و آذربایجان سر چشمه می‌گیرد.
5- گیرده چایی که از کوه‌های عنبران علیا و آذربایجان سر چشمه گرفته از کنار روستای گرده عبور کرده به روستاهای نوشنق و تپه و آغا زمان(خشکه سیل) می‌رود. روستای اورنج سیل بندی در بالای روستای گرده درست کرده که از آن سهم خود را به وسیلة جو یا کانالی که قدمت آن به بیش از دویست سال پیش می‌رسد برای استفاده و آبیاری زمین‌های آبی روستا هدایت می نماید. لازم به توضیح است که آب این رودخانه که مشهور به چای سویی است طبق نوبت بندی از آن آبیاری می نمایند.
```
روستاي اورنج از نظر آباداني و حاصل خيزي و آب و هواي مساعد براي زندگي و دارا بودن زمين هاي وسيع و مرغوب  در بين روستاهاي هم جوار زبان زد عام و خاص  بوده كه توجه خان‌ها و بيگ هاي آن زمان را به خود جلب كرده و محل زندگي و آرامش آن‌ها بود. و علاوه بر آن   مهاجرت مردمان روستاهاي هم جوار و دور و نزديك به روستاي اورنج مزيد بر همين علت مي باشد. مردمان روستاهايي كه به روستاي پر آب و بركت مهاجرت كرده تا امرار معاش نموده از نعمت هاي بهشت روي زمين با فراغ كامل بهره مند شوند. عبارتند از:
```

1- روستای یاجیلو؛
2- روستای تقی دیز؛
3- روستای کلاندرق سفلی؛
4- روستای گرده؛
5- روستای سطان آباد؛
6- روستای امین جان؛
7- روستای جید؛
8- روستای قشلاق چایی؛
9- روستای غریب دوستی.
روستای اورنج به علت تاریخی بودن و قدمت فراوان با سوابق درخشان و افتخار آفرینی‌های به یاد ماندنی با طوایف مختلف و با اصل و نسب هنوز هم به سیر زندگی پاک و دور از هر گونه آلایش فکری و اخلاقی و قومی ادامه داده در آغوش گرم خود فرزندانی غیور و تأثیرگذار می پرورد تا افتخار ایرانی و ایرانیان همیشه سر افراز باشند.

## اقتصاد
اقتصاد این روستا بر پایه دامپروری و کشاورزی پا برجا است که با کاهش بارندگی‌ها و با افزایش نرخ بیکاری در این روستا افزایش مهاجرت شکل میگیرد.

## جمعیت
بر اساس سرشماری سال ۱۳۸۵ جمعیت این روستا ۳۵۲ نفر با ۸۴ خانوار بوده‌است.